# El Cedro, Juan Rodríguez Clara
El Cedro är en ort i Mexiko.   Den ligger i kommunen Juan Rodríguez Clara och delstaten Veracruz, i den sydöstra delen av landet, 400 km öster om huvudstaden Mexico City. El Cedro ligger 126 meter över havet och antalet invånare är 249.
Terrängen runt El Cedro är platt. Runt El Cedro är det ganska glesbefolkat, med 27 invånare per kvadratkilometer. Närmaste större samhälle är Juan Rodríguez Clara, 19,3 km norr om El Cedro. Omgivningarna runt El Cedro är en mosaik av jordbruksmark och naturlig växtlighet.